# 立川清登
立川 清登（たちかわ すみと、1929年〈昭和4年〉2月15日 - 1985年〈昭和60年〉12月31日）は、日本のバリトン歌手。二期会所属。本名は立川 澄人（たつかわ すみと）。旧芸名は立川 澄人、所属レコード会社はビクター音楽産業（現在のJVCケンウッド・ビクターエンタテインメント）。洗足学園大学客員教授も務めた。

## 来歴・生涯
大分県大分市出身。春日浦海岸近くのフグ料理の料亭である春日亭（現在は閉店）に生まれる。大分県立別府第二高等学校（現在の大分県立芸術緑丘高等学校）、東京芸術大学卒業。マルガレーテ・ネトケ＝レーヴェ、中山悌一に師事し、1953年『椿姫』のジェルモンでデビュー。歌劇を始めミュージカル、テレビ番組への出演も多く、NHK紅白歌合戦にも1963年から1966年まで連続4回出場した。代表的な役は『こうもり』のファルケ博士や『フィガロの結婚』のフィガロなど。1960年代後半、芸名を「清登（読み方は“すみと”のまま）」に改名。姓名判断の大家の先生に診てもらったところ、「澄人という名前は強すぎてそのあまり、悪いことが身内に降りかかってしまう」と言われる。実姉を飛行機事故で亡くし（後述）、従弟も交通事故に遭ったことで「他にも影響が及ぶかと思うと怖くなった」と思って改名したという。
代表曲は『みんなのうた』で放送された「大きな古時計」、1980年にリリースされた「阪神タイガースの歌」など。オペラ以外にも童謡、歌謡曲など幅広いジャンルで歌唱を残している。
立川は細い目をした親しみやすい風貌、オペラでも上記の役やパパゲーノ、レポレロなど喜劇系を得意としたユーモラスなキャラクター、機知にとんだ語り口から本業の歌手以外でも司会等、テレビタレントとしても活躍。NHK『世界の音楽』や『音楽をどうぞ』の司会、フジテレビ系列『オールスター家族対抗歌合戦』の審査員などでも知られる。この他、FM東京系列『新日鐵アワー・音楽の森』の2代目パーソナリティー（初代は山本直純、立川の没後に羽田健太郎が引き継ぐ）や、NHK教育テレビの小学2年生向け学校放送番組『うたって・ゴー』にも出演した。1983年8月6日からには、同年4月の八木治郎の急逝で空席となっていた毎日放送(MBS)の土曜朝のワイドショー番組『すてきな出逢い いい朝8時』の2代目司会を務めた。
1973年、立川の出身地でもある大分県の民話にちなんだ創作オペラ「吉四六昇天」（清水脩作曲）の主役として特別出演した。
ところが1985年12月10日、鳥取県米子市内のホテルで開かれたディナーショーにて最後の曲「メモリー」を歌唱中に身体の不調を訴えそのまま入院、持病の高血圧が原因による脳幹出血により意識不明となった。立川も一時は意識を回復したものの、左半身麻痺を併発して12月31日に治療の甲斐もなく都内の病院にて脳溢血のため死去した。56歳没。墓所は東京都あきる野市の築地本願寺西多摩霊園。
翌1986年1月4日、立川が司会を務めていた「いい朝8時」では追悼企画を組み、サブ司会者のうつみ宮土理と野村啓司（当時MBSアナウンサー）が立川の思い出を振り返った。また、同年1月13日、審査員を務めていた「オールスター家族対抗歌合戦」で追悼特番を放送、同じく審査員の近江俊郎が弔辞を読み号泣した。
姓の読みは「うたって・ゴー」のオープニングでも自ら「こんにちは、たちかわのおじさんだよ～!」とコールしているが、正式には「たつかわ」である。テレビ・ラジオ等に出演の際紹介される度に「たちかわ」と思い込んだ視聴者・聴取者からの「誤りではないか」との問い合わせが放送局に相次ぎ、混乱を防ぐためにやむなく芸名として「たちかわ」とした経緯がある。
1966年3月5日に富士山上空で発生した英国海外航空機空中分解事故では、夫の転勤先のビルマへと向かう実姉とその家族を亡くしている。

## 出演番組
- テレビ
  - 音楽をどうぞ（NHK、歌と司会）－1960年～1966年
  - 世界の音楽（NHK、司会）－1968年1月～1974年3月
  - みんなのうた（NHK、「大きな古時計」ほか）
  - 名曲アルバム『ぼだい樹』（NHK、初回放送1977年1月）
  - ドリトル先生航海記（NHK、ドリトル先生の声）
  - ゲーム ホントにホント?（NHK、黄色席）
  - うたって・ゴー（NHK教育）－1977年～1985年
  - ハテナ?ドンぴしゃ!（日本テレビ）
  - おあじはいかが（TBS、司会）
  - 世界びっくりスペシャル（フジテレビ、レギュラー解答者）－1971年10月～1972年3月
  - 夜のヒットスタジオ(フジテレビ)1976年8月9日 (四季の歌を歌唱)
  - オールスター家族対抗歌合戦（フジテレビ、審査員）
  - スターどっきり㊙報告（フジテレビ、司会）
  - あじのある旅（毎日放送、司会）
  - すてきな出逢い いい朝8時（毎日放送、司会）－1983年8月～1985年12月
- ラジオ
  - 仲間の音楽会（NHKラジオ第1）－1976年10月～12月
  - 立川清人の世界の街から（TBSラジオ）
  - あおぞらワイド（ニッポン放送）
  - 立川清登のミュージックダイアリー（ニッポン放送）－1978年4月～1985年12月
  - 新日鐵アワー・音楽の森（エフエム東京）

## ディスコグラフィー
- 世界の歌をどうぞ

2023.08.02/配信限定アルバム
- 日本のうたをどうぞ

2023.08.02/配信限定アルバム
- ゴールデン☆ベスト 愛唱歌集

2023.07.26/配信限定アルバム
- 六甲おろし～阪神タイガースの歌～

立川 清登／二期会合唱団
2023.07.05/配信限定
その他
LPレコードなど、多数。

## 映画
- がんばれ!ベアーズ大旋風 -日本遠征-（パラマウント映画、本人役）

## CM
- ヒゲタしょうゆ
- 日本マクドナルド
- 本田技研工業「パルフレイ」（スクーター）
- スズケン「さんけん茶」
- メガネの相沢

## NHK紅白歌合戦出場歴
| 年度/放送回               | 曲目             | 対戦相手   |
| ------------------------- | ---------------- | ---------- |
| 1963年（昭和38年）/第14回 | 運がよけりゃ     | 江利チエミ |
| 1964年（昭和39年）/第15回 | オー・ソレ・ミオ | 岸洋子     |
| 1965年（昭和40年）/第16回 | 教会へ行こう     | 朝丘雪路   |
| 1966年（昭和41年）/第17回 | イエスタディ     | 岸洋子     |